# Pathum Thani (província)
Pathum Thani é uma província da região central da Tailândia. Sua capital é a cidade de Pathum Thani. É uma das cinco províncias da área metropolitana de Bangkok. Localiza-se na bacia do rio Chao Phraya, ao norte da capital tailandesa. A prefeitura está localizada no município de Pathum Thani, mas as áreas mais populosas da província são: a cidade de Rangsit que está localizada no distrito de Thanyaburi, e os distritos de Klong Luang e Lam Luk Ka.
A província localiza-se bem próxima ao aeroporto de Dom Mueang no norte de Bangkok. É servida por duas linhas de trem que a ligam à capital. A linha verde do trem aéreo, que liga o distrito de Khu Khot à Bangkok e à província de Samut Prakan; e a linha vermelha escura, que liga Rangsit à Estação Central de trens de Bangkok, passando pelo aeroporto Don Mueang.   

## Divisões Administrativas
A província está dividida em sete distritos (amphoes). Os distritos são subdivididos em 60 comunas (tambons) e 529 vilas (mubans):

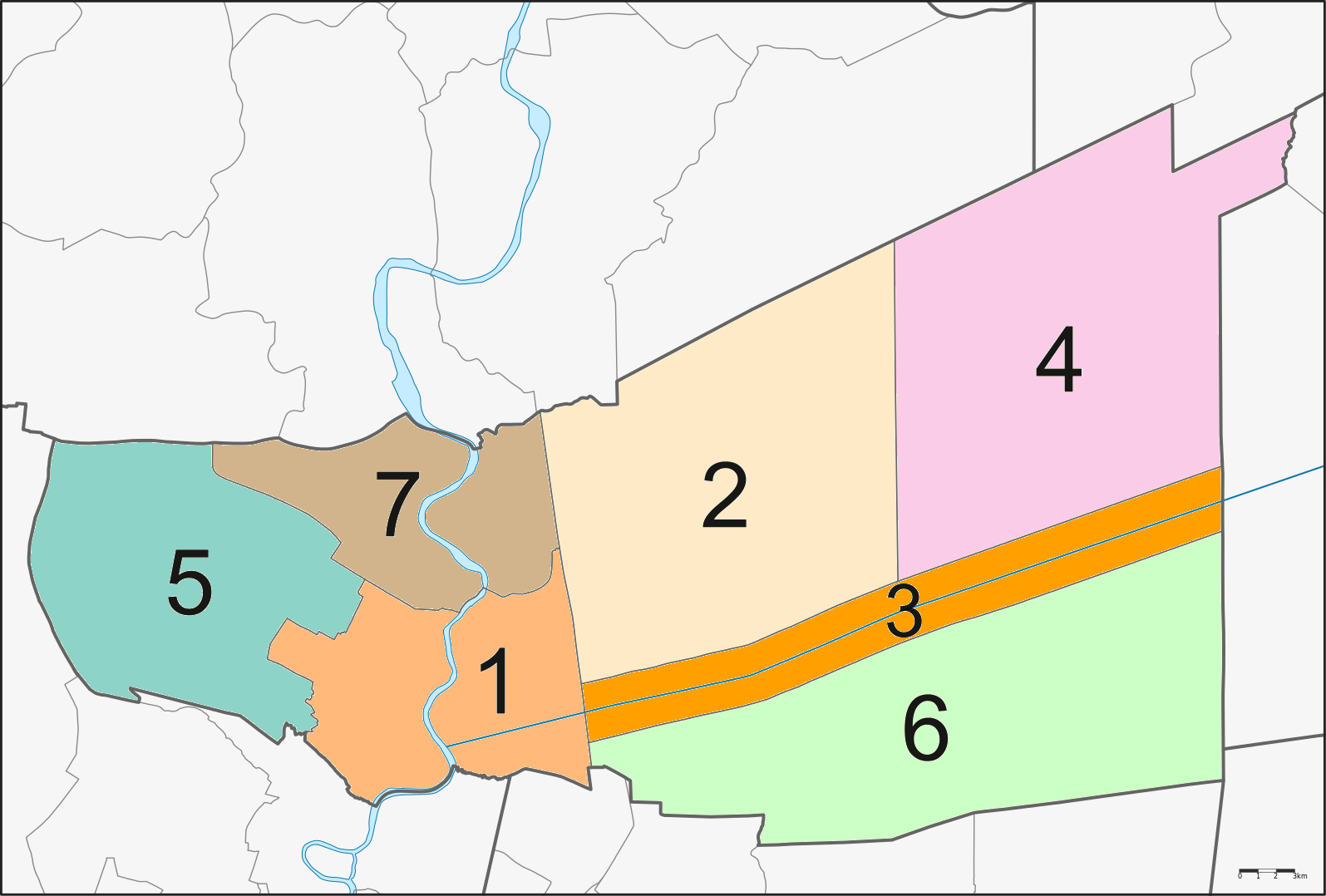
Mapa de Pathum Thani com seus respectivos distritos.

1. Cidade de Pathum Thani
2. Khlong Luang
3. Thanyaburi
4. Nong Suea
5. Lat Lum Kaeo
6. Lam Luk Ka
7. Sam Khok

## Universidades e ciência
Pathum Thani é conhecida na Tailândia por possuir diversas universidades e centros tecnológicos. Destacam-se a Universidade Thammasat, a Universidade de Bangkok (que apesar do nome fica na província), a Universidade de Rangsit, a Universidade Rajamangala de Tecnologia (com dois campi, o de Rangsit e o de Thanyaburi), o Instituto Asiático de Tecnologia, dentre outros. 
Próximo das universidades Thammasat e Rajamangala encontram-se polos de ciência e tecnologia. O Parque Científico da Tailândia fica no Klong Luang, ao lado do campus da Universidade Thammasat e do Instituto Asiático de Tecnologia. Gerido pela Agência Nacional de Desenvolvimento Científico e Tecnológico (NSTDA), subordinada ao Ministério do Ensino Superior, Ciência, Investigação e Inovação, o Parque Científico da Tailândia (TSP na sigla em inglês) foi criado em 2002. O TSP faz parte dos esforços da Tailândia para fortalecer sua capacidade em pesquisa e inovação. É o maior parque de pesquisa científica e tecnológica do país.
Há diversos museus ligados aos institutos de pesquisa e ensino na província, como o Museu de Antropologia da Thammasat, o Museu Nacional de Ciência, o Museu Geológico Nacional do Jubileu de Ouro e o Arquivo Nacional da Tailândia em Honra ao Rei Bhumibol Adulyadej. 

## Galeria

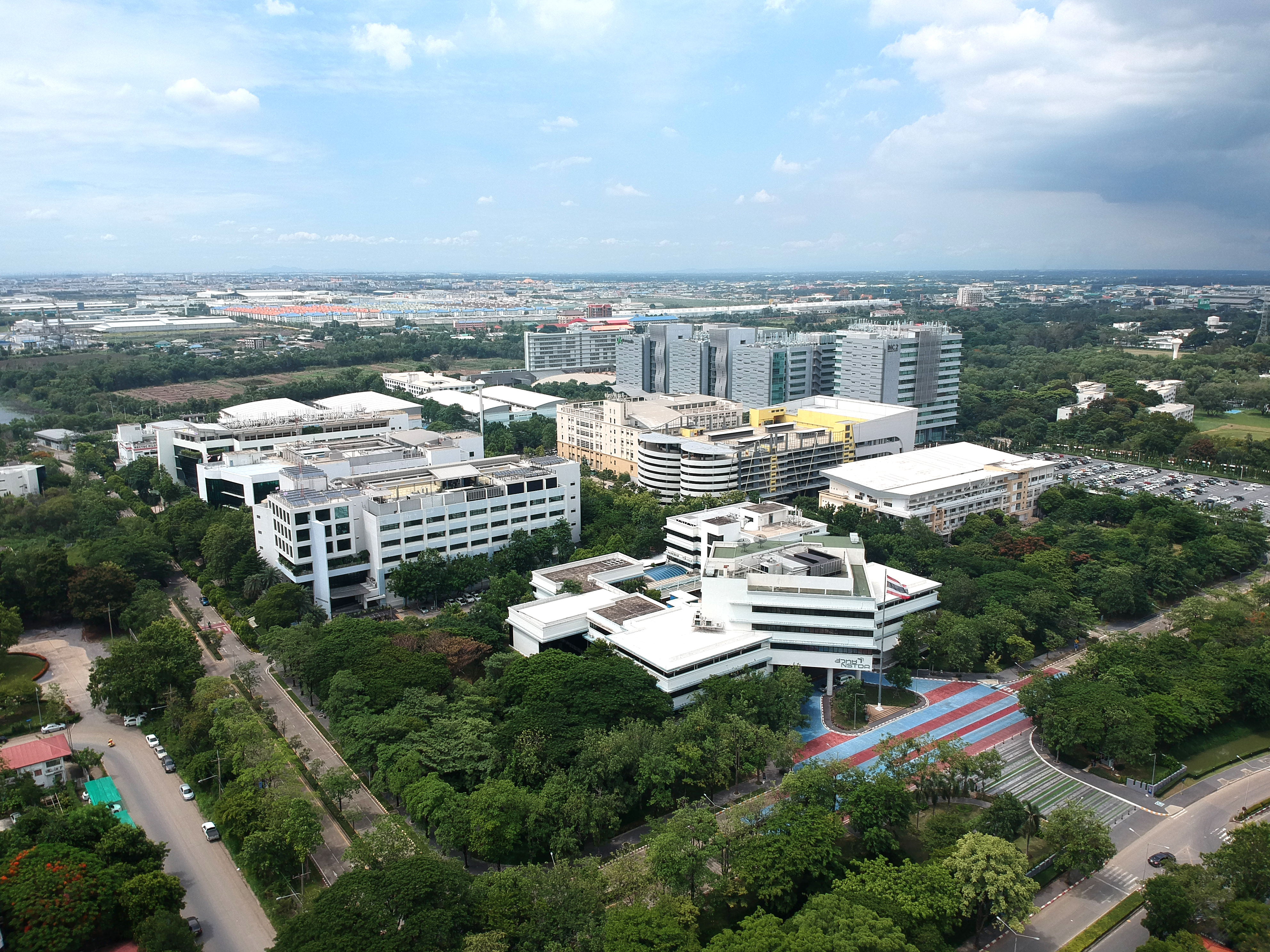
Vista aérea do Parque Científico da Tailândia.

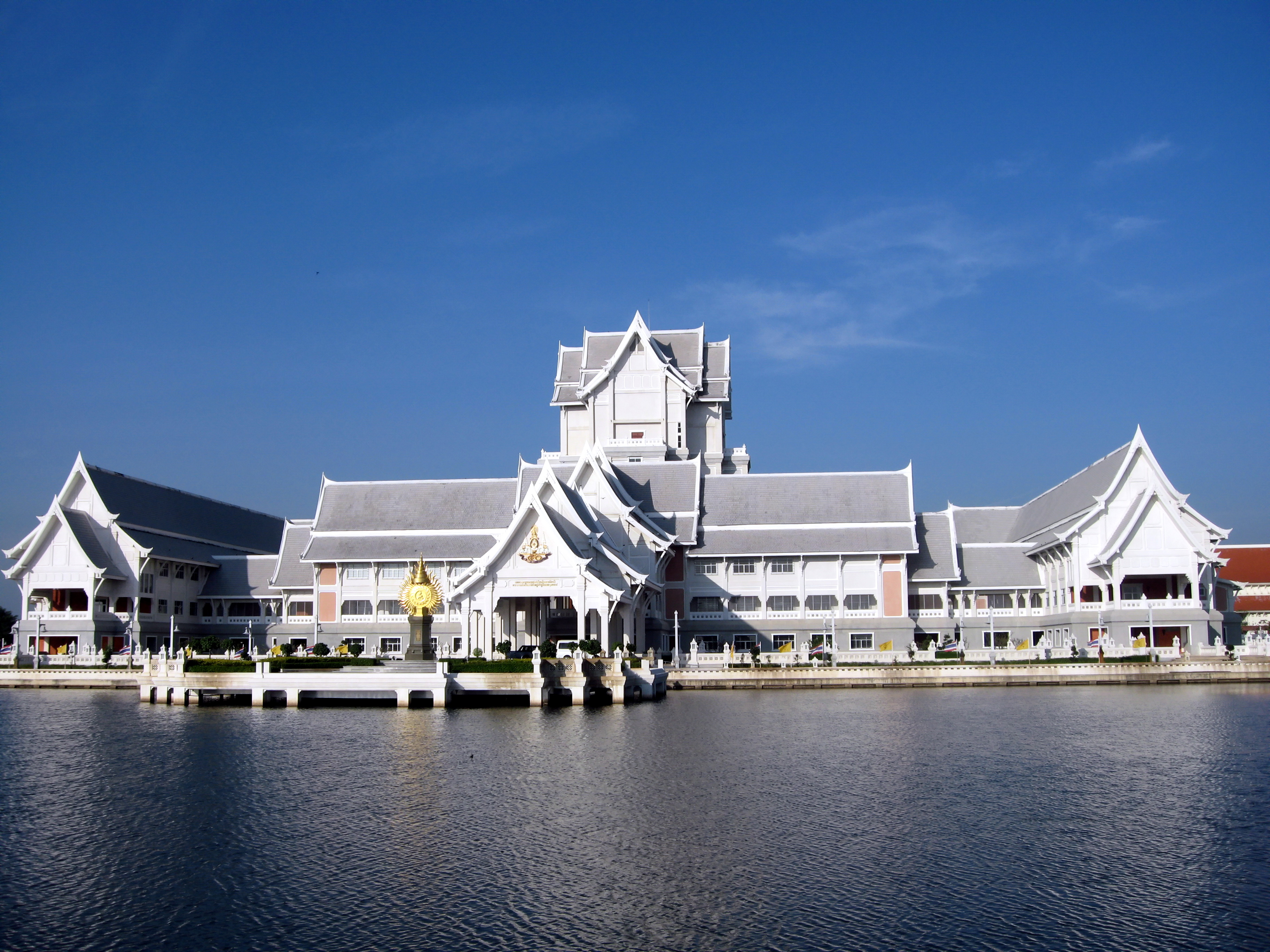
Arquivo Nacional da Tailândia em Pathum Thani.

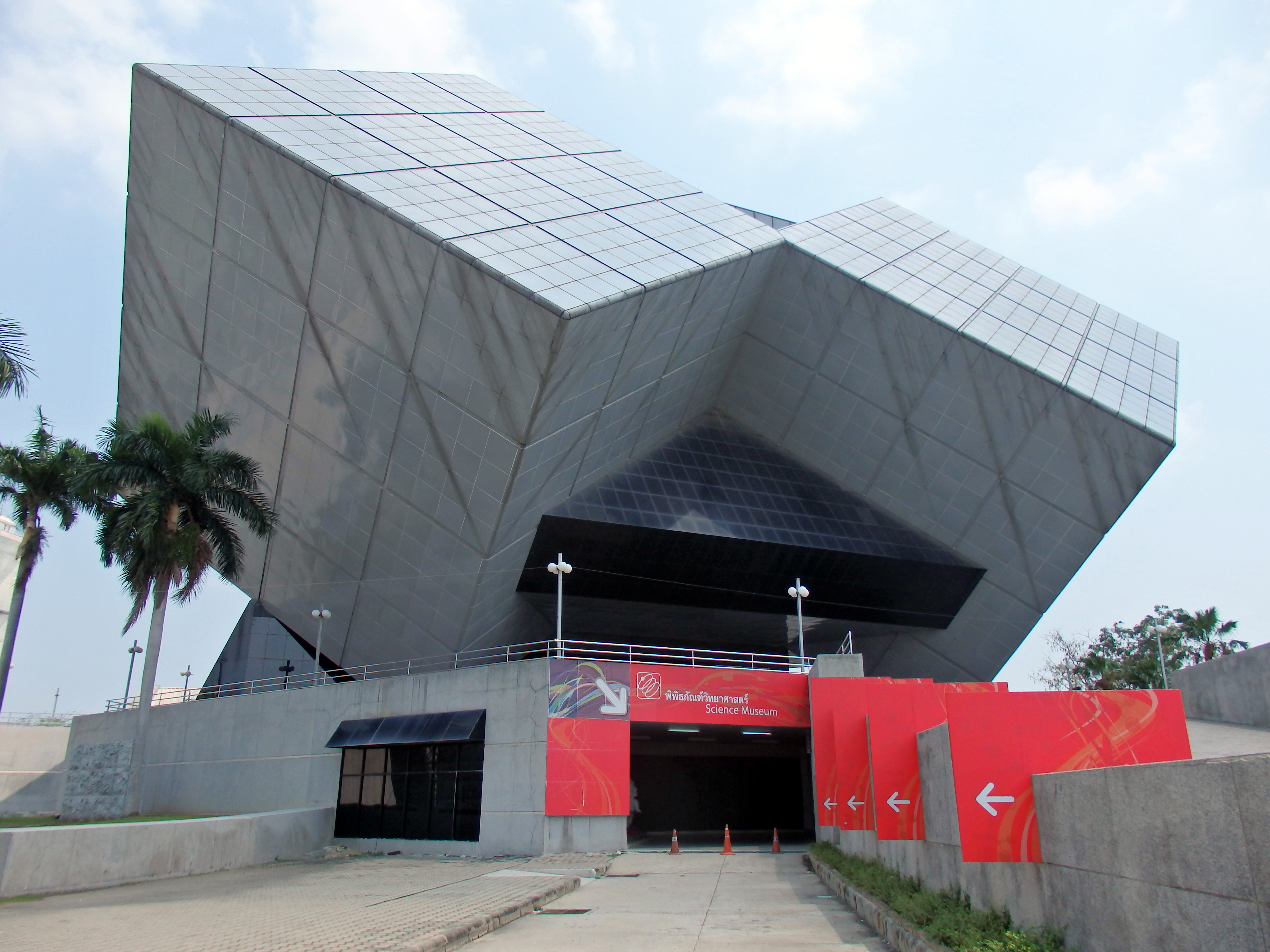
Museu Nacional de Ciência

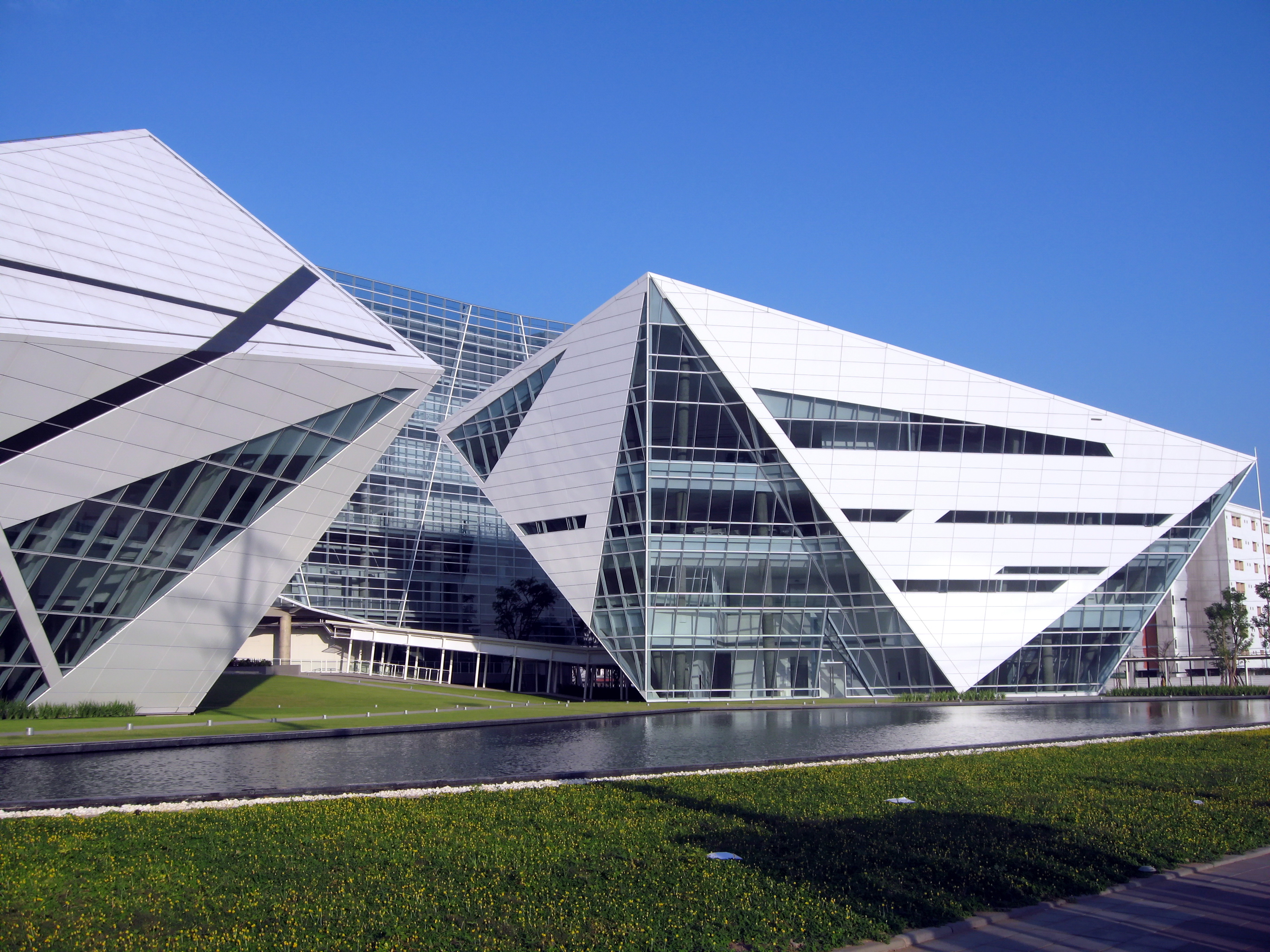
Universidade de Bangkok

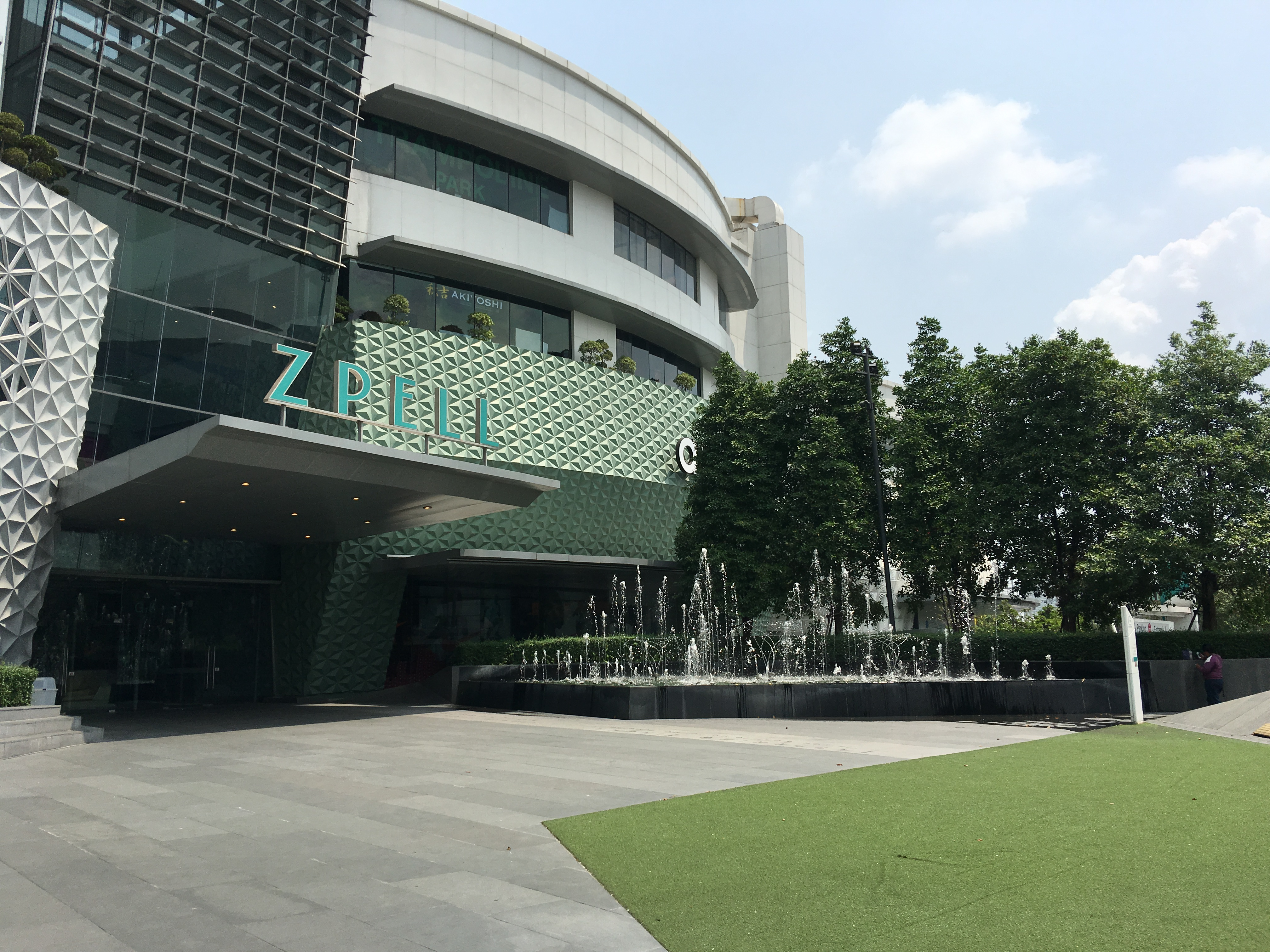
Future Park é o maior shopping center da província e um dos maiores do país.

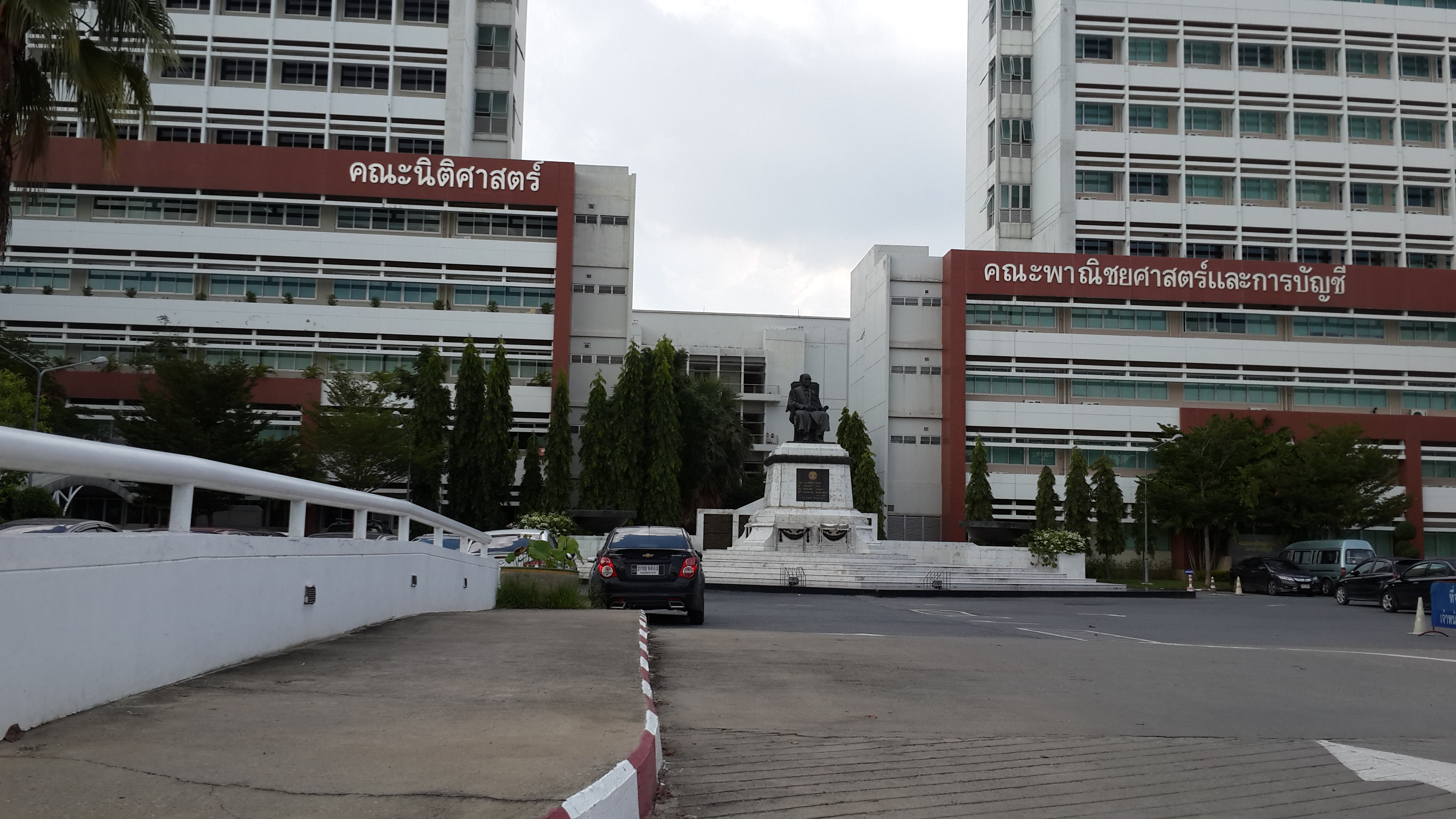
Campus de Rangsit da Universidade Thammasat

## Link Externo
https://www.sciencepark.or.th/
1. ↑  «Pathum_Summary» (PDF). สารบัญ - จังหวัดปทุมธานี. Consultado em 12 de Janeiro de 2023
2. ↑  «บีทีเอส เตรียมความพร้อมเปิด 7 สถานีใหม่ สายสีเขียวช่วง หมอชิต-สะพานใหม่-คูคต». bangkokbiznews (em tailandês). 15 de dezembro de 2020. Consultado em 12 de janeiro de 2023
3. ↑  Siripanjana, Maneerat. «มิ.ย.65 เปิดประมูล PPP รถไฟฟ้าสีแดง 1.8 แสนล้าน สร้างต่อขยายใหม่ 4 เส้น». เดลินิวส์ (em tailandês). Consultado em 12 de janeiro de 2023
4. ↑  «Campus da Universidade Thammasat». tu.ac.th. Consultado em 12 de janeiro de 2023
5. ↑  University, Bangkok. «ติดต่อเรา - มหาวิทยาลัยกรุงเทพ». Bangkok University (em tailandês). Consultado em 12 de janeiro de 2023
6. ↑  «Campus». RANGSIT UNIVERSITY INTERNATIONAL COLLEGE (em inglês). Consultado em 12 de janeiro de 2023
7. ↑  «Contact - Asian Institute of Technology». https://ait.ac.th/ (em inglês). Consultado em 12 de janeiro de 2023
8. ↑  «About TSP». Thailand Science Park (em inglês). Consultado em 12 de janeiro de 2023
9. ↑  «Site do NSM». National Science Museum. Consultado em 12 de Janeiro de 2023
10. ↑  Thailand, Museum. «Golden Jubilee National Geological Museum :: Museum Thailand». www.museumthailand.com. Consultado em 13 de janeiro de 2023
11. ↑  «Site sobre turismo em Pathum Thani». Pathum Thani Tourist. Agosto de 2015. Consultado em 13 de Janeiro de 2023